# Tomé Gibson
Thomé Joaquim de Barros Gibson (Recife, 3 de junho de 1872 — Recife, 10 de julho de 1928) foi um jornalista brasileiro, proprietário do periódico Jornal Pequeno da capital de Pernambuco. De ascendência inglesa, foi filho de Alfred Gibson e Francisca Adelaide do Rego Barros Gibson. Além do jornalismo, exerceu advocacia em Recife e foi professor de Direito Administrativo na Escola de Engenharia. Político, exerceu mandato como Senador Estadual. Em dezembro de 1892, publicou um livro de poesias: CAMÉLIAS.
Foi o primeiro a fazer inovações na imprensa pernambucana, introduzindo os clichês no Jornal Pequeno. Seu jornal circulava nas principais cidades do país e em Lisboa.
Gibson morreu solteiro e sem descendência. Por uma de suas irmãs, Alice do Rego Barros Gibson, foi cunhado do escritor e senador Gilberto Amado. Em sua homenagem foi denominada uma rua no bairro recifense do Pina, que cruza as importantes avenidas Engenheiro Domingos Ferreira e Conselheiro Aguiar. E também a Escola Estadual Tomé Gibson, localizada no brejo da Guabiraba. 